# Točak Perjasički
Točak Perjasički is een plaats in de gemeente Barilović in de Kroatische provincie Karlovac. De plaats telt 8 inwoners (2001).